# Іргіз
Іргі́з (каз. Ырғыз) — село, центр Іргізького району Актюбінської області Казахстану. Адміністративний центр Іргізького сільського округу.
Населення — 6652 особи (2021; 5410 у 2009, 5329 у 1999, 4613 у 1989).